# 一宮市立今伊勢西小学校
一宮市立今伊勢西小学校（いちのみやしりついまいせにししょうがっこう）は、愛知県一宮市今伊勢町にある公立小学校。略称は、「今西」（いまにし）。

## 概要
- 1975年、今伊勢小学校から分離して開校。校区は今伊勢町の東海道本線及び名鉄名古屋本線より西の地域に該当する。

## 沿革
- 1974年（昭和49年）
  - 9月 - 分離校建設準備委員会が設置される。
  - 10月 - 校名が「一宮市立今伊勢西小学校」に決まる。
- 1975年（昭和50年）
  - 4月 - 開校。
  - 12月 - 校舎を増築する。
- 1977年（昭和52年）3月 - 屋内運動場が完成する。
- 1982年（昭和57年）3月 - 校舎を増築する。
- 1990年（平成2年）9月 - 多目的ホールが完成する。

## 通学区域
- 今伊勢町馬寄字上沼、今伊勢町馬寄字川田、今伊勢町馬寄字御祭田、今伊勢町馬寄字下沼、今伊勢町馬寄字鯲池、今伊勢町馬寄字西切戸、今伊勢町馬寄字西流、今伊勢町馬寄字西平、今伊勢町馬寄字東瀬古、今伊勢町馬寄字山島、今伊勢町馬寄字吉田、今伊勢町馬寄字吉田浦、今伊勢町馬寄字吉田東、今伊勢町馬寄字吉田前、今伊勢町新神戸字郷浦、今伊勢町新神戸字郷中、今伊勢町新神戸字郷東の一部、今伊勢町新神戸字郷前、今伊勢町宮後の一部[1]。

## 進学先中学校
- 一宮市立今伊勢中学校

## 交通アクセス
- 名鉄名古屋本線「石刀駅」下車、徒歩約5分。
- i-バス一宮コース「テニス場」バス停より徒歩3分。